# Schneiderwinkel (Kreis Preußisch Eylau)
Schneiderwinkel war ein kleiner Ort im ostpreußischen Kreis Preußisch Eylau. Seine Ortsstelle liegt heute im Munizipalkreis Rajon Prawdinsk (Stadtkreis Friedland (Ostpreußen)) in der russischen Oblast Kaliningrad (Gebiet Königsberg (Preußen)).

## Geographische Lage
Die Ortsstelle Schneiderwinkels liegt im südlichen Westen der Oblast Kaliningrad, 21 Kilometer nordöstlich der früheren Kreisstadt Preußisch Eylau (russisch Bagrationowsk) bzw. 18 Kilometer nordwestlich der heutigen Rajonshauptstadt Prawdinsk (deutsch Friedland (Ostpreußen)).

## Geschichte
Schneiderhügel wurde 1684 als kleiner Hof gegründet und bereits vor 1785 Schneiderwinkel genannt. Als Etablissement Schneiderwinkel fand der Ort Erwähnung, als er am 19. Februar 1877 in die Landgemeinde Groß Haferbeck (russisch Komarowo) im ostpreußischen Kreis Preußisch Eylau eingegliedert und alsbald dem Amtsbezirk Blankenau (russisch Jerschowo) zugeordnet wurde.
Als sich am 30. September 1928 Groß Haferbeck und Ackerau (russisch Armeiskoje) zur neuen Landgemeinde Ackerau zusammenschließen, wurde Schneiderwinkel ein Wohnplatz eben dieser Gemeinde, die am 14. Mai 1930 aus dem Amtsbezirk Blankenau in den Amtsbezirk Uderwangen (russisch Tschechowo) umgegliedert wurde.
In Kriegsfolge kam 1945 das gesamte nördliche Ostpreußen zur Sowjetunion. Schneiderwinkel wurde weder mit einem russischen Namen noch mit der Zuordnung zu einem Dorfsowjet belegt. Bereits lange vor 1975 war der kleine Ort verlassen und verwaist, so dass er heute als untergegangen nicht mehr offiziell genannt wird. Seine Ortsstelle gehört zum Rajon Prawdinsk (Stadtkreis Friedland (Ostpreußen)) innerhalb der Oblast Kaliningrad der Russischen Föderation.

## Religion
Schneiderwinkel war bis 1945 in die evangelische Kirche in Uderwangen (russisch Tschechowo) in der Kirchenprovinz Ostpreußen der Kirche der Altpreußischen Union eingepfarrt.

## Verkehr
Die kaum noch wahrnehmbare Ortsstelle Schneiderwinkels ist auf einer Landwegverbindung von der Ortsstelle Komarowo (Groß Haferbeck) aus zu erreichen.